# Epitaph für Jakob Spittler

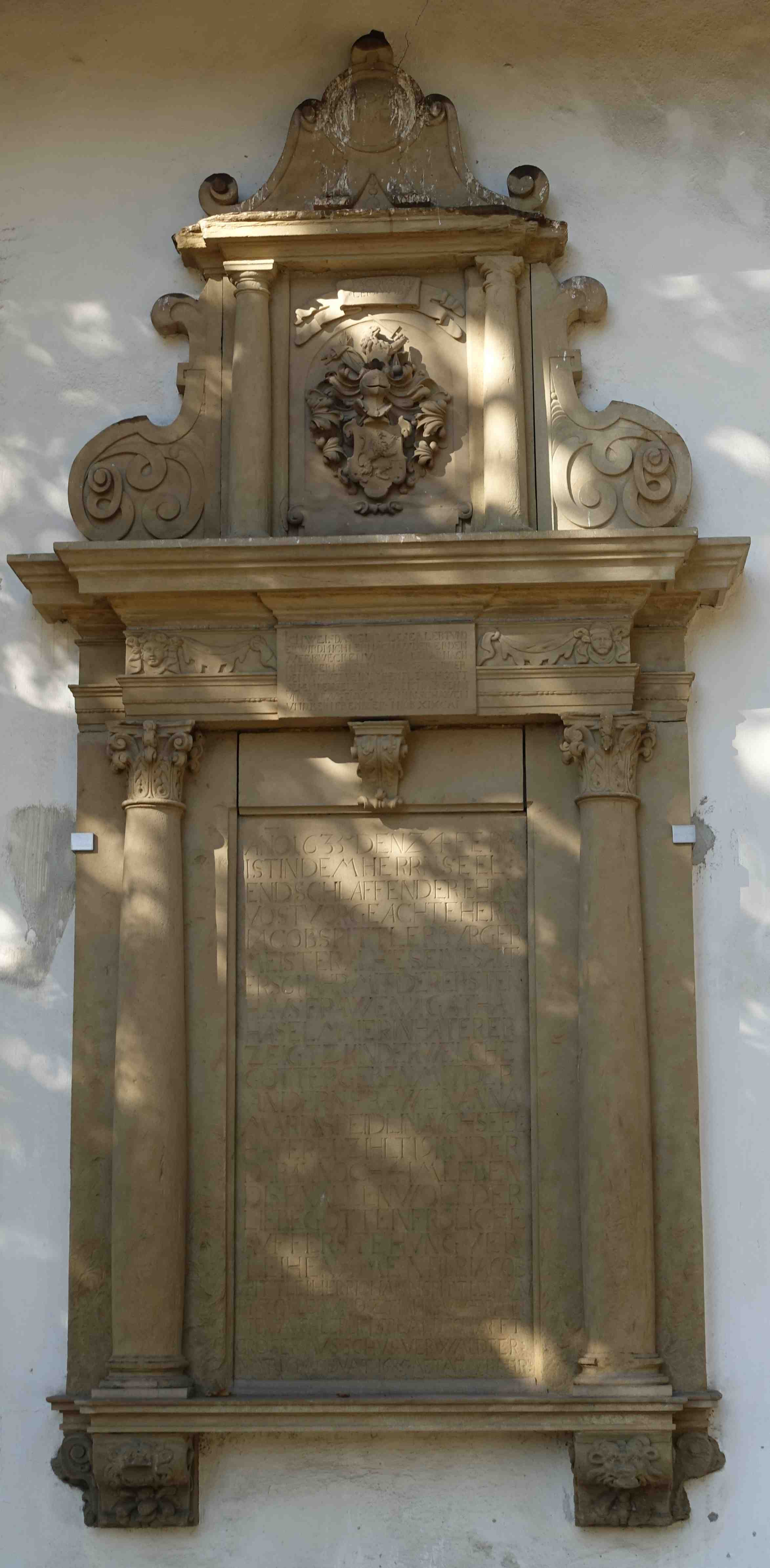
Epitaph für Jakob Spittler

Das Epitaph für Jakob Spittler ist eines von 14 Epitaphen der Uffkirche in Stuttgart-Bad Cannstatt. Das Außenepitaph ist dem Cannstatter Bürgermeister Jakob Spittler (1574–1635) gewidmet. Das dreistöckige Renaissance-Epitaph eines unbekannten Meisters besteht aus einer großen Ädikula mit einer Gedenkinschrift, einer kleinen Ädikula mit dem Familienwappen und einem Giebelaufsatz.

## Beschreibung
Das Epitaph für Jakob Speidel gilt als eines der bedeutendsten Renaissance-Epitaphe in Württemberg und übertrifft das Spittler-Epitaph durch seinen bildhauerischen Reichtum. Das Spittler-Epitaph wird zwar wie das Speidel-Epitaph durch die Dachtraufe geschützt, wegen der fehlenden Maschendrahtverkleidung ist der Giebelaufsatz jedoch stark durch Vogelkot verschmutzt.

### Große Ädikula
Das dreistöckige Wandepitaph ist an der Südwand der Kirche angebracht. Es besteht aus einer großen Ädikula mit einer Gedenkinschrift, einer kleinen Ädikula mit dem Familienwappen und einem Giebelaufsatz. Die große Ädikula ruht mit 2 korinthischen Säulen auf einer flachen Konsolplatte, die durch 2 volutenförmige Konsolen mit dem Relief einer Groteskmaske gestützt wird. Zwischen den Säulen ist die Gedenkinschrift angebracht (Inschrift 1). Das Gebälk besteht aus Architrav, Fries und Deckplatte. Ein Inschriftenstein mit einer Bibellosung (Inschrift 2), der durch einen volutenförmigen Schlussstein (Agraffe) gestützt wird, durchbricht Architrav und Fries. Der Fries trägt links und rechts des Inschriftensteins ein Relief mit einer Maske und Tuchgirlande.

### Kleine Ädikula
Die kleine Ädikula ruht auf der Deckplatte der großen Ädikula. Zwei dorische Säulen flankieren ein Medaillon mit dem Relief des Wappens der Familie Spittler, das von einem Helm bekrönt und von Akanthusblättern gerahmt wird. Über dem Medaillon schwebt ein Schriftband mit der Inschrift: „Jacob Spitlers Waben“. Die Ädikula wird an den Seiten von volutenartigen, rollwerkverzierten Stützen flankiert. Die Deckplatte der Ädikula trägt einen geschweiften Giebelaufsatz mit dem Relief eines Ordens mit Schleife. Die Inschrift des Ordens ist unlesbar, weil sie stark durch Vogelkot verschmutzt ist.

## Inschriften

### Inschrift 1
Gedenkinschrift für den Cannstatter Bürgermeister, Spitalmeister und Hauptzoller Jakob Spittler (1574–1635), seine erste Frau Agatha Haselmaier, seine zweite Frau Anna Maria Speidel und seinen Sohn Johann Spittler (1614–1685), Bürgermeister und Hauptzoller:
Anno 1635 den 24 Febr. ist in dem Herrn seel. endschlaffen der ehrnvost vorgeachte Herr Iacob Spittler Bürgermeister alhie, seines Alters 61 Jahr, mit der ersten Hausfrawen Agatha Haselmaierin hat er erzeigt 2 Kinder welche Gott ergeben, mit der andern Frawen Anna Maria Speidlin auch seel. hat er erzihlt 19 Kinder, daran noch 4 im Leben, disen allen woll der liebe Gott ein fröliche Aufferstehung verleihen. Amen.
[Fil. B.?] Iacob Spittler, Herr Iohann Spittler Hauptzoller und 27 Jahr Bürgermeister, auch leblicher Landschafft groser Ausschus Verwaldter, […]enat 1685 aetat. 71 Jahr.

### Inschrift 2
Bibellosung aus dem Buch Hiob, Kapitel 19, 25–27:
Ich weis das mein Erleser lebt und er wird mich hernach aus der Erden auferwecken und werde darnach mit dieser meiner Haut umgeben werden und werde in meinem Fleisch Gott sehen, denselben werde ich mir sehn und meine Augen werden ihn schawen und kein Frembder. Hiob XIX cap.